# Multislice
O algoritmo multislice ("multifatias") é um método para a simulação da interação de um feixe de elétrons com a matéria. O algoritmo é usado na simulação de imagens de alta resolução de microscópio eletrônico de transmissão.
O algoritmo multislice trata os elétrons como ondas que entram, e trata as interações com a matéria como ocorrendo em várias fatias individuais da amostra. Desta forma, a interação entre "camadas" do espécime pode ser desprezada e o tempo de cálculo reduzido.
O método multislice é na abordagem por física óptica (Cowley e Moodie, 1957). Um cristal de espessura z é cortado em fatias finas de espessura muito pequena Dz. Cada fatia do potencial do cristal é projetada sobre um plano (geralmente o plano de entrada da fatia) e introduz uma modulação da transmitância da fatia (isto é equivalente a assumir-se que a dispersão da frente de onda incidente, o potencial de cristal, de cada fatia fina é inteiramente localizada no plano de projeção). A propagação da frente de onda modificada para a próxima fatia é feita no vácuo pelo Dz muito pequeno. Seu equivalente óptico é descrito pela aproximação de Fresnel da fórmula de difração de Rayleigh-Sommerfeld, onde o objeto é substituído por um número infinito de fontes pontuais que emitem ondas esféricas com sua amplitude complexa dada pelo produto da frente de onda incidente a transmitância do objeto.